# Harald Rosenberg
Harald Eugen Rosenberg, född den 5 november 1898 i Gryt, Kristianstads län, död den 29 augusti 1976 i Lidingö, var en svensk direktör och tecknare.
Han var son till trädgårdsmästaren Gustaf Rosenberg och Mathilda Olsson och från 1923 gift med Ingrid Hansen. Efter studentexamen i Kristianstad 1917 utexaminerades han från Handelshögskolan 1919. Rosenberg var vid sidan av sitt arbete som direktör för Militär Ekiperings AB (MEA) medlem i styrelsen för Svenska slöjdföreningen och medverkade i ett antal arbetsutskott för olika utställningar av svenskt konsthantverk. Som tecknare utförde han illustrationer för skämtpressen bland annat för Lutfisken.